# Boris Peskine
Pour les articles homonymes, voir Peskine.
Boris Peskine est un cinéaste et déporté franco-russe, né le 28 novembre 1911 à Saint-Pétersbourg (Empire de Russie à l'époque), et mort le 31 octobre 1991 à Villejuif (à l'âge de 79 ans).

## Biographie
Parti aux États-Unis avec ses parents en 1915, la famille s'établit en 1920 en France avec son jeune frère André, né à New-York. Elle est naturalisée en 1928.
Ancien élève de l'École centrale de Paris (Promotion 1935), il choisit de faire du cinéma.
Après avoir été assistant sur plusieurs films, il réalise en 1938 Sur les routes d'acier (documentaire sur le rail et les cheminots). Il co-réalise en 1938/39 Espoir, sierra de Teruel d'André Malraux.
Réfugié dans l'Allier pendant l'Occupation, il devient directeur de l'usine de décolletage de Commentry, et réside au Château de Colombier, propriété de cette entreprise.
Il est arrêté une première fois le 4 août 1943 et transféré le 9 septembre 1943 à Drancy comme « Juif accusé de relations avec l'Angleterre », puis au camp d'Austerlitz. Il est libéré le 29 mars 1944 à Paris, car « pas assez juif » selon ses propres termes : il est conjoint d'aryenne et a pu se faire établir un faux certificat de baptême. Il revient à Commentry et reprend ses activités à l'usine.
Le 22 mai 1944, il est de nouveau arrêté, mais cette fois « comme non-Juif impliqué dans une affaire de résistance ». Boris Peskine est arrêté au siège de la Gestapo de Vichy, où il s'est rendu pour faire libérer son employé Marcel Dubreuil. À l'occasion d'un voyage du camion de l'usine à Vichy, il avait en effet confié une lettre au chauffeur pour des amis résistants. Ceux-ci avaient fait l'objet d'une visite de la Gestapo le matin même, mais ils avaient pu s'échapper. Une souricière avait été installée et le chauffeur avait été arrêté. Selon la famille, « la Gestapo a demandé à Boris de se présenter pour libérer le chauffeur et c'est ce qu'il a fait. Il a été arrêté et déporté ainsi que le chauffeur qui, lui, n'est pas revenu, tué dans un bombardement des alliés ».
Il est interné à la Mal-Coiffée à Moulins, transféré à Compiègne et déporté le 18 juin 1944 de Compiègne à Dachau par le convoi no 1.229. Il reçoit le matricule no 72.847 et, après la quarantaine, est affecté au Kommando d'Allach.
Il est libéré le 30 avril 1945 à Allach et rapatrié le 5 mai 1945. Il est titulaire de la Médaille de la Résistance.
Après la guerre, il ne reprend pas ses activités cinématographiques et exerce son métier d'ingénieur, notamment dans le secteur des échafaudages. Il est le concepteur de la barrière Vauban, barrière métallique mobile utilisée pour canaliser les déplacements de personnes dans les rues,.
Marié à Christiane Marguery (1912-1998), il est le père de Marianne Peskine (1939-2015), styliste, Alain Peskine, (1941-), architecte, Christian Peskine (1943-), professeur de mathématiques à l'Université de Paris, Jacques Peskine (1947-), cadre audiovisuel, marié à Brigitte Peskine, romancière et scénariste, et Nicolas Peskine (1952-2001), dramaturge et metteur en scène. Plusieurs de ses treize petits-enfants sont artistes, plasticiens, musiciens (dont le chanteur Adrien Peskine dit Gystere) ou écrivains, comme Sonia David. Au printemps 2024, cette dernière a fait paraître L'Invention de la famille (éditions Grasset), une autobiographie dans laquelle Boris Peskine est représenté sous les traits de Ruben.

## Filmographie
- 1938 : Sur les routes d'acier[2]
- 1939 (sortie en 1945) : Espoir, sierra de Teruel avec André Malraux